# Roberto Alarcón Sáez
Roberto Alarcón Sáez (Palma de Mallorca, 21 de abril de 1998) deportivamente conocido como Roberto Alarcón, es un futbolista profesional español que actualmente juega como lateral derecho en el Valour Football Club de la Canadian Premier League.

## Trayectoria
Alarcón es natural de Palma de Mallorca y comenzó su carrera futbolística en las categorías inferiores del RCD Mallorca. 
En enero de 2018, fue cedido al Club de Fútbol Playas de Calviá de la Tercera División de España.
El 18 de agosto de 2018, regresa al RCD Mallorca B para jugar en la Tercera División de España ante la UD Poblense. En temporada y media en las filas del RCD Mallorca B, disputaría 32 partidos en los que anota 6 goles.
En enero de 2020, Alarcón firmó con el FC Tucson de la USL League One, la tercera liga más importante del fútbol estadounidense. El 25 de julio de 2020, hizo su debut en una victoria a domicilio por 2-1 sobre Fort Lauderdale CF. En diciembre de 2020, el FC Tucson ejerció su opción de compra sobre Alarcón, pero días más tarde, acordaron mutuamente rescindir su contrato.
El 8 de septiembre de 2021, firmó con el club rumano del Universitatea Cluj en la Liga II, la segunda división rumana. En la temporada 2021-22, disputó nueve partidos, ayudando al ascenso del club rumano a la Liga I.
El 5 de julio de 2022, firmó un contrato con el Cavalry Football Club de la Canadian Premier League.
El 17 de diciembre de 2023, firma por el Valour Football Club de la Canadian Premier League.

## Clubes
| Club                                     | País           | Años              |
| ---------------------------------------- | -------------- | ----------------- |
| RCD Mallorca B                           | España         | 2018-2020         |
| Club de Fútbol Playas de Calviá (cedido) | España         | 2018              |
| FC Tucson                                | Estados Unidos | 2020-2021         |
| Universitatea Cluj                       | Rumania        | 2021 - 2022       |
| Cavalry Football Club                    | Canadá         | 2022 - 2023       |
| Valour Football Club                     | Canadá         | 2024 - Actualidad |